# Born Bad
Pour plus de détails, voir Fiche technique et Distribution.
Born Bad est un téléfilm américain réalisé par Jared Cohn, sorti en 2011. Il met en vedettes dans les rôles principaux Meredith Monroe, Bonnie Dennison et Michael Welch.

## Synopsis
Brooke, une adolescente de bonne famille mais rebelle (Bonnie Dennison), est malheureuse depuis qu’elle a déménagé dans une nouvelle ville avec son père, son frère et sa belle-mère Katherine (Meredith Monroe). Brooke tombe amoureuse d’un vagabond, Denny (Michael Welch), et lui propose de venir loger chez elle. Mais Denny, d’abord charmant, dévoile bientôt un côté sombre et menaçant. Brooke ne se doute pas qu'elle a involontairement ouvert sa porte à un psychopathe meurtrier qui la met en danger, elle et toute sa famille.

## Distribution
- Meredith Monroe : Katherine Duncan
- Bonnie Dennison : Brooke Duncan
- Michael Welch : Denny
- David Chokachi : Walter Duncan[1]
- Parker Coppins : Kyle Duncan
- Amanda Ward : Kristin
- Bill Oberst Jr. : Gary
- Carl Donelson : Jose[2].
- Donnabella Mortel : Dana
- Christina Myhr : Pam
- Gerald Webb : Nate
- Kaiwi Lyman : Frankie
- Tony Nowicki : Bryan
- Emily Erarcy : Emma Smith
- Bennie Wilson : Samoja
- Paton Ashbrook : Jennifer
- José Maya : Dreadai Band
- Darren Anthony Thomas : officier de police[3].

## Production
Le tournage a eu lieu à Calabasas, en Californie, aux États-Unis. Le film est sorti le 11 juillet 2011 aux États-Unis, son pays d’origine.